# Arie Hassink
Arend Hendrik „Arie“ Hassink  (* 9. Dezember 1950 in Neede) ist ein ehemaliger niederländischer Radrennfahrer.
Arie Hassink war von Beginn der 1970er Jahre bis in die 1980er Jahre hinein einer der besten Amateur-Radrennfahrer der Niederlande. 1975 gehörte er zum Aufgebot der niederländischen Nationalmannschaft bei der DDR-Rundfahrt, die er auf Platz 29 beendete. Er wurde 1976 niederländischer Straßenmeister der Amateure, gewann zweimal – 1977 und 1978 – das prestigeträchtige Amateurrennen Olympia’s Tour, dreimal – 1978, 1979 1982 – Köln–Schuld–Frechen und 1978 Rund um Köln. 1976 startete Hassink bei den Olympischen Sommerspielen in Montreal und belegte Platz 25 im olympischen Straßenrennen; mit dem niederländischen Team (Frits Pirard, Adri van Houwelingen und Fons van Katwijk) erreichte er Rang 17 im Mannschaftszeitfahren.
Hassink wäre gerne Profi geworden und stand auch schon in Verhandlungen mit der französischen Mannschaft Gan-Mercier. Er erkrankte jedoch an Tuberkulose. Die Ärzte rieten ihm daher von einer Profilaufbahn ab, da seine Lungen nach einer Operation nur noch 80 Prozent Leistung erbringen konnten. Hassink fuhr weiter Rennen als Amateur und unternahm vielfältige Trainingsanstrengungen, um seine Lungen zu stärken. Weil er groß und dünn war, erhielt er den Beinamen De Spijker (der Nagel).
Nach dem Ende seiner aktiven Laufbahn wurde Hassink Vertriebsleiter eines Unternehmens für Fahrradsättel und war als Sportlicher Leiter verschiedener Teams tätig. Er ist der Vater des ehemaligen Radrennfahrers Arne Hassink.

## Erfolge

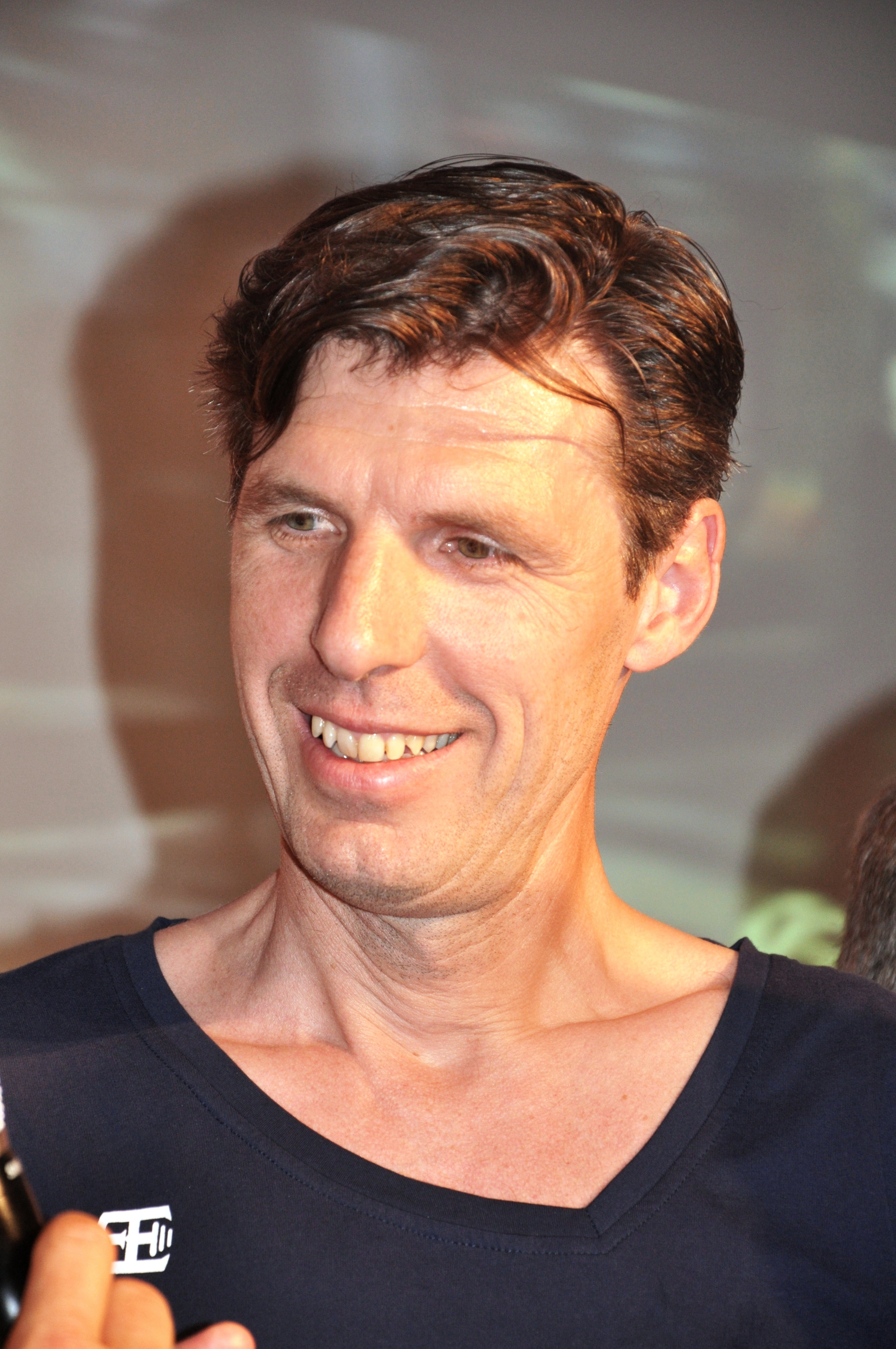
Hassink (2016)

1971
- Omloop der Kempen

1972
- Prolog Olympia’s Tour

1973
- eine Etappe Olympia’s Tour

1976
- Niederländischer Amateur-Meister – Straßenrennen
- GP Quebec
- Omloop der Kempen
- Ronde van Overijssel
- Prolog und eine Etappe Olympia’s Tour

1977
- Gesamtwertung und eine Etappe Olympia’s Tour

1978
- Gesamtwertung und eine Etappe Olympia’s Tour
- Rund um Köln
- Köln–Schuld–Frechen

1979
- Köln–Schuld–Frechen

1982
- Köln–Schuld–Frechen
- eine Etappe Olympia’s Tour